# Стоммел, Генри Мелсон
Генри Мелсон Сто́ммел (англ. Henry Melson Stommel; 27 сентября 1920, Уилмингтон (Делавэр), США — 17 января 1992) — американский учёный, специалист в области океанографии и океанологии.

## Карьера
Получил степень бакалавра в Йельском университете в 1942 году. Изучал морские течения, в том числе Гольфстрим. Предложил раннюю модель термохалинной циркуляции. Преподавал в Гарвардском университете и в Массачусетском технологическом институте.

## Состоял в научных обществах
- член Национальной академии наук США (1959)[7][8]
- иностранный член Академии наук СССР (1976), впоследствии Российской академии наук (1991)[9]
- иностранный член Лондонского королевского общества (1983)[10][11]
- иностранный член Французской академии наук (1984)[12]

## Награды
- Стипендия Гуггенхайма (1969)[13]
- Медаль Александра Агассиза (1979)
- Медаль Уильяма Боуи[англ.] (1982)
- Премия Крафорда (1983)
- Национальная научная медаль США (1989)